# Jacobaea paludosa
Jacobaea paludosa (tên đồng nghĩa Senecio paludosus) là một loài thực vật có hoa thuộc chi Jacobaea và họ Cúc. Loài này được (L.) G.Gaertn., B.Mey. & Scherb. mô tả khoa học đầu tiên năm 1801.